# Iglesia ortodoxa de Constantinopla

Bandera del patriarca ecuménico de Constantinopla.

La Iglesia Ortodoxa de Constantinopla, oficialmente patriarcado ecuménico de Constantinopla (en griego: Oικουμενικό Πατριαρχείο Kωνσταντινουπόλεως y en turco: Rum Ortodoks Patrikhanesi), es una de las Iglesias autocéfalas de la comunión ortodoxa. Está encabezada por el arzobispo de Constantinopla, que es también el patriarca ecuménico de la Iglesia ortodoxa. El título de ecuménico es solo honorífico, ya que no tiene jurisdicción propia en los asuntos de las otras Iglesias ortodoxas, aunque al patriarca de Constantinopla sí se le reconoce la primacía de honor (primus inter pares) entre los jerarcas de las Iglesias ortodoxas, la cual antes del Cisma de 1054 se le reconocía al obispo de Roma. Actualmente tiene jurisdicción sobre unos 3,5 millones de fieles dispersos por la diáspora, así como sobre los ortodoxos de Turquía y de las islas del mar Egeo. La sede patriarcal está en Fanar, en el distrito de Fatih en la parte europea de Estambul en Turquía.

## Historia del patriarcado de Constantinopla

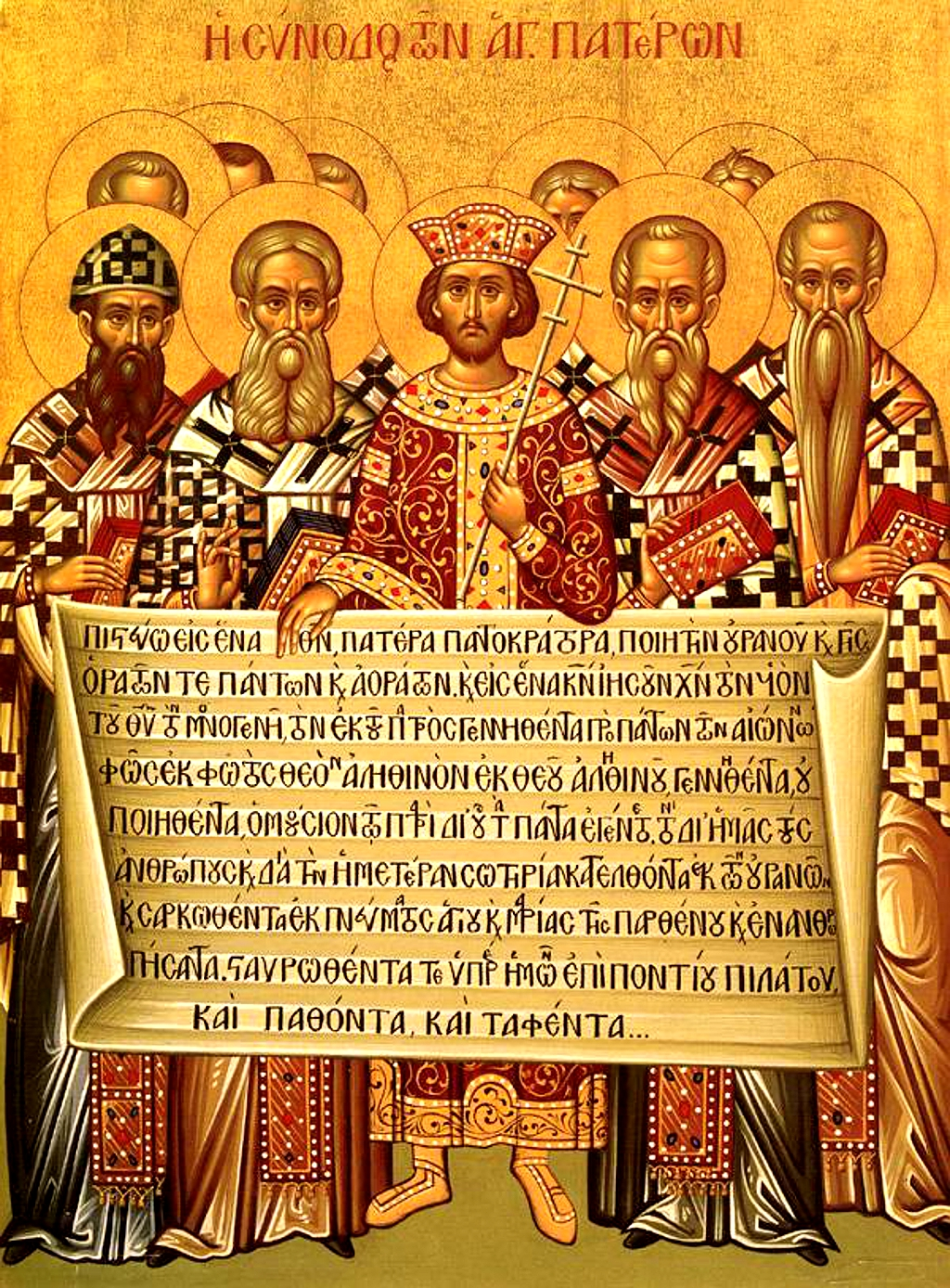
Ícono donde aparece Constantino en el Primer Concilio Ecuménico de Nicea (325), que tiene anacrónicamente en las manos el texto del Símbolo niceno en la forma adoptada en el Concilio de Constantinopla I de 381 con el inicial πιστεύομεν (creemos) sustituido por πιστεύω (creo), como en la liturgia.

### Establecimiento del patriarcado
Según la tradición, la diócesis de Bizancio fue establecida en el año 38, luego de que Andrés el Apóstol, a quien se atribuye la fundación de esta Iglesia, predicara por Asia Menor. Cuando en 324 el emperador romano Constantino I decidió fijar su nueva capital en Bizancio dándole el nombre de Constantinopla, la primacía de la Iglesia la ostentaba el obispo de Roma. Entonces Constantino convocó en 325 el Primer Concilio Ecuménico celebrado en Nicea, en el que, además de tomar decisiones doctrinales, se procedió a organizar la Iglesia en metropolitanatos y diócesis, y se les otorgó el mismo rango a las futuras sedes patriarcales de Roma, Alejandría y Antioquía, cuyos titulares recibieron el nombre de arzobispos. La diócesis de Bizancio quedó como sufragánea de la arquidiócesis de Heraclea, cabeza del exarcado de Europa. La ciudad de Constantinopla fue inaugurada el 1 de mayo de 330 y la diócesis fue elevada a arquidiócesis.
En el Segundo Concilio Ecuménico celebrado en Constantinopla en 381, se estableció que el obispo de Constantinopla debía tener la precedencia de honor tras el obispo de Roma. Debido a que esta decisión fue tomada por presiones imperiales, el Patriarcado de Alejandría presentó su protesta, ya que en el primer concilio se había decidido que el obispo de Alejandría tendría la precedencia de honor tras el de Roma.
El Cuarto Concilio Ecuménico celebrado en Calcedonia en 451 reconoció a Constantinopla el mismo primado de honor que a Roma  y se le otorgó derechos de inspección sobre los metropolitanatos cercanos, aunque al obispo romano se le reconocía autoridad moral sobre el resto de los patriarcados, quedando establecida la pentarquía. El papa León I el Magno se negó a aprobar esos cambios, argumentando que fueron aprobadas en ausencia de sus legados, y además decidió resaltar su primacía sobre todos los patriarcados adoptando el título de Pontifex Maximus —título que el emperador romano Flavio Graciano había dejado de usar—, aunque varios siglos después sus sucesores reconocieron la primacía del patriarca griego de Constantinopla sobre la Iglesia de Oriente. La jurisdicción del obispo de Constantinopla fue fijada sobre los exarcados de Ponto, Asia y Tracia; el Ilírico Oriental quedó en disputa entre los obispos de Roma y Constantinopla y quedó fuera de sus jurisdicciones hasta 535, cuando pasó a ser dependencia papal.

### Cismas
La confirmación del despojo de la sede de Alejandría por presiones del poder imperial sobre la Iglesia, además de las resoluciones tomadas en el Concilio de Calcedonia sobre las disputas cristológicas que tenían lugar en ese momento, hicieron que el patriarca de Alejandría Timoteo Eluro en el año 457 excomulgara al patriarca de Constantinopla y al resto de los patriarcas, separando su patriarcado del resto de la Iglesia y dando origen a la Iglesia copta. Luego, el intento de Constantinopla por terminar con la división religiosa del Imperio aceptando el miafisismo, llevó al cisma acaciano entre Oriente y Occidente desde 482 hasta 519.
Con el fin del Imperio romano de Occidente el 4 de septiembre de 476, Roma quedó fuera del control imperial y el patriarca de Constantinopla pasó a ser referido como patriarca ecuménico, tal como fue usado en un concilio oriental en 536 y se oficializó en otro en 587. Esto llevó a una ruptura temporal de la comunión con Roma. Otra ruptura se produjo con el decreto iconoclasta del patriarca de Constantinopla en 730, rechazado por el papa, por lo que el emperador iconoclasta León III trasfirió de la jurisdicción patriarcal de Roma a la de Constantinopla el Ilírico Oriental, el sur de Italia y Sicilia. El Concilio de Nicea II en 787 condenó la iconoclastia, pero esta solo finalizó en marzo de 843, tras haberse destruido gran cantidad de íconos e imágenes de santos.
En 911 el metropolitano búlgaro de Preslav se declaró patriarca, lo cual fue rechazado por el patriarca de Constantinopla hasta un tratado en 927, pero fue abolido en 971. En 976 otro patriarcado búlgaro fue establecido en resistencia en Ohrid, pero en 1018 fue abolido y reemplazado por una arquidiócesis autocéfala que perdió su naturaleza búlgara y pasó a ser de carácter griega.
La elección del patriarca Focio llevó a un cisma con Roma desde 863 al 867. Otro cisma se produjo desde 1009 hasta 1012 por la controversia por la inclusión en Occidente de la cláusula Filioque, esta controversia y el reclamo de la primacía universal por parte del papa llevó a la ruptura definitiva de la relación con Roma en el Gran Cisma de 1054, cuando el 16 de julio de ese año el legado papal excomulgó al patriarca Miguel I Cerulario, y este le respondió de igual manera al día siguiente. Los otros 3 patriarcados orientales de Alejandría, Antioquia y Jerusalén se mostraron a favor del patriarca de Constantinopla y rompieron oficialmente con el papa pocos años después.
En 1186 la Iglesia búlgara volvió a separarse unilateralmente del patriarcado de Constantinopla y estableció una arquidiócesis autocéfala en Tarnovo.

### Cuarta cruzada
La cuarta cruzada fue organizada para reconquistar Tierra Santa, pero varió su rumbo terminando con la conquista y el saqueo de Constantinopla el 12 de abril de 1204. Con el establecimiento del Imperio latino y del patriarcado latino de Constantinopla, el patriarca ecuménico se refugió en Nicea, capital del nuevo Imperio de Nicea. El 16 de agosto de 1219, el exiliado patriarca de Constantinopla otorgó la autocefalia a la Iglesia serbia con sede en Peć. En 1234, reconoció también la autocefalia de la Iglesia búlgara y pocos años después la reconoció como patriarcado. El 25 de julio de 1261, Constantinopla fue reconquistada por los bizantinos de Nicea y el patriarca pudo regresar a la ciudad.

### Intentos de unión
En el Concilio de Lyon II, bajo presión del emperador Miguel VIII Paleólogo, el 6 de julio de 1274 los ortodoxos aceptaron el Filioque, el primado del papa y otras doctrinas católicas y se proclamó la unión de las Iglesias de Occidente y Oriente. Pero la unión llegó a su fin en 1281 cuando el papa excomulgó al emperador.
Luego de que en 1346 la Iglesia serbia se proclamara patriarcado de los serbios y los romanos, en 1353 el patriarca ecuménico la declaró cismática. El cisma finalizó en 1375 con el reconocimiento del patriarcado de Peć. Tras la conquista otomana de Bulgaria, en agosto de 1394 el patriarcado búlgaro fue abolido de nuevo y se estableció el metropolitano de Tarnovo dependiente de Constantinopla.
Ante el asedio otomano a Constantinopla, el emperador Juan VIII Paleólogo visitó al papa y presionó para conseguir la unión de la Iglesias de Oriente y Occidente, que fue proclamada el 6 de julio de 1439 en el Concilio de Florencia mediante la bula Laetentur caeli. Los ortodoxos aceptaron que la incorporación del Filioque al credo niceno era una explicitación de la fe y no una herejía; cada Iglesia debía seguir su tradición respecto al pan fermentado o sin fermentar en la eucaristía; se aceptó la existencia del purgatorio; y la primacía del papa sobre toda la Iglesia. En rechazo a la unión, en 1448 la Iglesia ortodoxa rusa se autoproclamó autocéfala. Sin embargo, la oposición de los monjes griegos y la conquista de Constantinopla en manos otomanas el 29 de mayo de 1453 acabó con el acuerdo, ratificándose la separación en 1472.

### Tutela otomana
El sultán Mehmed II se proclamó emperador y el 6 de enero de 1454 permitió la elección de un nuevo patriarca de Constantinopla, Genadio II, iniciándose la tutela otomana del patriarcado. El patriarca fue reconocido como líder civil de los cristianos ortodoxos griegos del Imperio.
Tras la conquista de Serbia por el Imperio otomano, en 1459 el patriarcado de Peć fue abolido y anexado a la arquidiócesis de Ohrid dependiente de Constantinopla, pero fue restablecido en 1557. En 1484, un concilio ortodoxo en Constantinopla rechazó la unión acordada en Florencia. En 1517 los otomanos conquistan Damasco, Jerusalén y Alejandría, por lo que con el tiempo la autocefalia de los 3 patriarcados fue virtualmente abolida. El sínodo de Constantinopla eligió al patriarca de Alejandría desde 1620 hasta 1865; de Antioquía desde 1724 hasta 1885 y de Jerusalén desde 1661 a 1845. En 1571, los otomanos conquistaron Chipre expulsando a la jerarquía latina y anulando la unión de los ortodoxos con el papa en la isla, por lo que el patriarca ecuménico restableció la autocefalia de la Iglesia de Chipre. El 5 de febrero de 1589, el patriarca ecuménico reconoció la autocefalia y al patriarcado de la Iglesia ortodoxa rusa en Moscú. El 22 de febrero de 1593, un concilio ortodoxo en Constantinopla confirmó la autocefalia rusa, condenó como herejía al purgatorio y rechazó la fecha de la pascua gregoriana.
En noviembre de 1757, el metropolitanato de Alepo fue transferido de la jurisdicción de Antioquía a la de Constantinopla. En mayo de 1763 se puso fin el gobierno absoluto del patriarca sobre la Iglesia de Constantinopla, debiendo desde entonces tomar las decisiones importantes en acuerdo de 3 metropolitanos superiores. El 22 de septiembre de 1766, el patriarcado de Peć fue nuevamente abolido y su territorio anexado al de Constantinopla. El 27 de enero de 1767 fue también abolida la arquidiócesis autocéfala de Ohrid y sus metropolitanatos agregados a Constantinopla, con excepción del de Montenegro que se declaró autocéfalo al estar fuera del Imperio otomano. Tras la anexión de Crimea por el Imperio ruso, en 1783 el patriarcado ecuménico transfirió a la Iglesia rusa los metropolitanatos de Gothia y de Kaphas. 

Mapa de los metropolitanatos en Asia Menor, circa 1880.

En 1821, comenzó la guerra de independencia de Grecia y las autoridades otomanas ejecutaron a la jerarquía ortodoxa de Chipre y de Creta, que luego fue restaurada por el patriarcado ecuménico. El 29 de agosto de 1831, el patriarcado ecuménico volvió a reconocer la autocefalia de la Iglesia ortodoxa serbia. El 4 de agosto de 1833, la Iglesia ortodoxa griega se proclamó unilateralmente autocéfala, siendo reconocida por el patriarcado ecuménico el 11 de julio de 1850. El 18 de julio de 1860, el patriarcado abandonó el gobierno de metropolitanos superiores y aceptó la inclusión de laicos en la elección patriarcal. El 14 de diciembre de 1864, la Iglesia ortodoxa rumana se proclamó autocéfala, lo que fue rechazado por el patriarcado de Constantinopla hasta el 7 de mayo de 1885. En 1864, las islas Jónicas fueron cedidas a Grecia por el Reino Unido, por lo que el patriarcado ecuménico transfirió sus jurisdicción sobre ellas a la Iglesia ortodoxa griega. El 11 de marzo de 1870, el Gobierno otomano aceptó la creación del exarcado búlgaro, estableciéndose la Iglesia ortodoxa búlgara, pero el patriarcado ecuménico no la reconoció y un concilio el 18 de septiembre de 1872 la declaró cismática. El 13 de febrero de 1879, el patriarcado de Constantinopla transfirió a la Iglesia serbia su jurisdicción sobre los nuevos territorios que pasaron a Serbia y el 1 de noviembre de 1879 reconoció su autocefalia. En 1881, Tesalia pasó a Grecia y el patriarcado ecuménico transfirió su jurisdicción a la Iglesia griega.
En agosto de 1888, el metropolitanato de Alepo fue restituido al patriarcado de Antioquía. El 27 de octubre de 1900 la Iglesia de Creta recibió la semiautonomía. En 1908, se produjo la independencia de Bulgaria, que anexó territorios otomanos y expulsó a la población griega, por lo que la Iglesia búlgara anexó a los metropolitanatos dependientes del patriarcado ecuménico en esos territorios. Entre 1912 y 1913, la guerra de los Balcanes hizo que Grecia se apoderara de Epiro, Tracia occidental, Macedonia y las islas del mar Egeo, que constituyeron los nuevos territorios de Grecia. El patriarcado ecuménico no cedió su jurisdicción sobre ellos, mientras que el exarcado búlgaro anexó a su jurisdicción los nuevos territorios ocupados por Bulgaria. El 1 de abril de 1919, Constantinopla aceptó la autocefalia serbia (incluyendo también a Montenegro) y el 12 de septiembre de 1920 reconoció su estatus patriarcal y le cedió los metropolitanatos de Bosnia y de los nuevos territorios serbios. El 25 de septiembre de 1922, la Iglesia ortodoxa de Albania se declaró autocéfala unilateralmente. El 9 de mayo de 1922, fue establecida la arquidiócesis autónoma de Norte y Sur América.

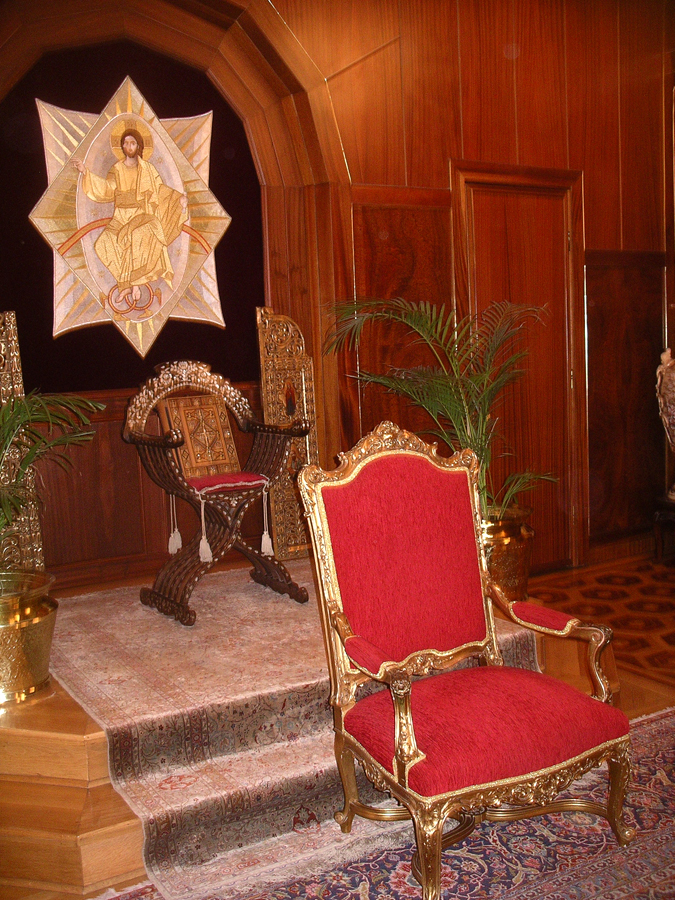
Trono del patriarca de Constantinopla, situado en la Catedral Patriarcal de San Jorge en Estambul.

### Tutela turca y expansión
El 25 de noviembre de 1922, Grecia restituyó a Turquía Tracia oriental, previa evacuación de la población ortodoxa. El 1 de noviembre de 1922, fue abolido el sultanato otomano y proclamada la República de Turquía, que el 6 de octubre de 1923 recuperó Constantinopla (ocupada por las potencias aliadas desde el 13 de noviembre de 1918). El 3 de marzo de 1923, el patriarca ecuménico declaró autónoma a la Iglesia ortodoxa de Checoslovaquia y el 7 de julio de 1923 aceptó como autónomas en su jurisdicción a las Iglesias de Estonia y de Finlandia (separadas de la jurisdicción rusa). El 13 de noviembre de 1924, declaró autocéfala a la Iglesia ortodoxa de Polonia.
En 1923, Grecia y Turquía intercambian población, quedando vacíos de fieles ortodoxos 38 de los 42 metropolitanatos del patriarcado de Constantinopla en territorio turco. Los griegos ortodoxos solo pudieron permanecer en Estambul, Tracia oriental y las islas de Imbros y Ténedos. El Gobierno turco retiró el reconocimiento al patriarcado como ecuménico y solo lo reconoce como líder de los griegos ortodoxos de Turquía. El patriarca debió crear 10 metropolitanatos temporales en los nuevos territorios griegos para algunos de los metropolitanos exiliados de Turquía. En 1923, un concilio ortodoxo permitió que las Iglesias autocéfalas adoptaran el calendario juliano revisado, a excepción del cálculo para la fecha de la Pascua. El 23 de marzo de 1924, el patriarcado de Constantinopla adoptó el nuevo calendario, a excepción de los monasterios del Monte Athos. El 4 de febrero de 1925, el patriarcado ecuménico reconoció al patriarcado rumano.
El 4 de septiembre de 1928, la administración de los metropolitanatos de los nuevos territorios griegos fue cedida a la Iglesia ortodoxa griega. El 14 de diciembre de 1930, algunas parroquias ortodoxas ucranianas pasaron a la jurisdicción de Constantinopla en Estados Unidos. El 10 de enero de 1931, fue abolida la autonomía de la arquidiócesis de Norte y Sur América. En febrero de 1936, la Iglesia ortodoxa de Letonia fue aceptada como autónoma en la jurisdicción de Constantinopla (separada de la Iglesia ortodoxa rusa), pero fue abolida junto a la de Iglesia ortodoxa de Estonia el 30 de marzo de 1941 al ser anexados esos países a la Unión Soviética. Tras la anexión alemana, las Iglesias de Letonia (el 30 de junio de 1941) y Estonia (el 20 de julio de 1941) recuperaron su autonomía, perdiéndola nuevamente con la reocupación soviética el 17 de julio de 1942 y el 9 de marzo de 1945, respectivamente (véase Ocupación de las repúblicas bálticas). Sus jerarquía permanecieron en el exilio desde entonces. El 30 de marzo de 1937, fue aceptada la autocefalia de la Iglesia ortodoxa de Albania y el 22 de febrero de 1945 del exarcado de Bulgaria. En 1948, los comunistas disolvieron a la Iglesia ortodoxa checoslovaca, pero el 23 de noviembre de 1951 fue declarada autocéfala por el patriarcado de Moscú, lo cual fue rechazado por Constantinopla hasta el 27 de agosto de 1998.
El 7 de diciembre de 1965, el papa Pablo VI y el patriarca Atenágoras I se reunieron y revocaron los mutuos anatemas de 1054, siendo la primera reunión desde 1439. En agosto de 1971, el Gobierno de Turquía cerró el último seminario ortodoxo en el país (en la isla de Halki) y nunca volvió a permitir su reapertura. El 11 de marzo de 1995, la Iglesia ortodoxa ucraniana en Australia, Estados Unidos y Europa occidental aceptó la jurisdicción de Constantinopla. El 8 de enero de 1991, el patriarcado designó un exarca para restablecer la Iglesia ortodoxa de Albania, aniquilada por los comunistas en 1967 y el 22 de junio de 1992 fue restablecida su autocefalia. El 22 de febrero de 1996, el patriarcado restableció la autonomía de la Iglesia de Estonia, lo que fue rechazado por la Iglesia rusa.
El exarcado patriarcal para las parroquias de tradición rusa en Europa Occidental tuvo a su frente un arzobispo con sede en París. Aceptó la jurisdicción del patriarcado ecuménico el 17 de febrero de 1931 y fue abolido el 27 de noviembre de 2018. Los miembros del exarcado se negaron a su supresión y se incorporaron al patriarcado de Moscú, que el 7 de octubre de 2019 creó con ellos la arquidiócesis de las parroquias de Europa occidental del patriarcado de Moscú.
El 11 de octubre de 2018, el patriarcado de Constantinopla revocó su decisión de 1686 por la cual había dado permiso al patriarca de Moscú para ordenar el metropolitano de Kiev. Además confirmó sus intenciones de otorgar autocefalia a la Iglesia ortodoxa de Ucrania y creó una estauropegión en Kiev, es decir, un cuerpo eclesiástico subordinado directamente al patriarca ecuménico. Como respuesta el 15 de octubre de 2018 el Santo Sínodo de la Iglesia ortodoxa rusa suspendió la comunión con el patriarcado de Constantinopla. El 5 de enero de 2019, el patriarcado reconoció la autocefalia de la Iglesia ortodoxa de Ucrania tras la unificación de la Iglesia ortodoxa ucraniana-Patriarcado de Kiev y la Iglesia ortodoxa autocéfala ucraniana.

## Santo Sínodo
Los asuntos del patriarcado son manejados por el Santo Sínodo presidido por el patriarca ecuménico. El sínodo existe desde antes del siglo IV y asiste al patriarca en determinados asuntos de las diócesis bajo su jurisdicción. El Santo Sínodo al principio era un sínodo residente, compuesto del patriarca, los obispos locales y los obispos ortodoxos que estuvieran de visita en la capital imperial (Constantinopla). Tras la caída de Constantinopla en 1453, el sínodo quedó limitado a los obispos del patriarcado.
Además del patriarca, otros 12 metropolitanos integran el Santo Sínodo.

## Diócesis y otras jurisdicciones de la Iglesia ortodoxa de Constantinopla
La Iglesia ortodoxa de Constantinopla está organizada en diócesis de la siguiente manera:

### En Turquía
Sedes residenciales
- Arquidiócesis de Constantinopla, Nueva Roma: es la sede propia del patriarca y comprende la parte europea de Estambul. Está subdividida en distritos a cargo de metropolitanos titulares: Stavrodromion (con sede en Harbiye, comprende 8 iglesias, de las cuales 3 son rusas y una búlgara), Tatavla (con sede en Fanar, comprende 7 iglesias, entre ellas la de un cementerio búlgaro), Bósforo (con sede en Arnavutköy, comprende 13 iglesias), Ypsomathia (con sede en Aksaray, comprende 11 iglesias), Fanar (con sede en Fanar, comprende 14 iglesias). Dado que las sedes están vacantes, la arquidiócesis administra el resto del territorio de Turquía no incluido en sus metropolitanatos sufragáneos, excepto Hatay y partes de la antigua Armenia y Mesopotamia que son territorios canónicos de Antioquía.
- Santa metrópolis de Calcedonia: su titular es un metropolitano mayor con el título exarca de toda Bitinia: su sede está en Kadiköy en la parte asiática de Estambul. Comprende 12 iglesias. Fue una diócesis sufragánea de Nicomedia hasta el 451, cuando fue elevada a metropolitanato.
- Santa metrópolis de Derkos: su titular es un metropolitano mayor con el título de exarca del Bósforo, Tracia y Cyaneacon. Su sede original estaba en Derkos (hoy Durusu), pero actualmente se halla en Bakırköy en la parte europea de Estambul. Comprende 8 iglesias. Hasta el siglo XVIII fue una diócesis dependiente de Heraclea, cuando fue elevada a arquidiócesis. Circa 1380 fue elevada a metropolitanato, pero fue abolida circa 1453 y restaurada en junio de 1655, cuando se la transfirió a Therapeia. Posteriormente fue transferida a Bakırköy.
- Santa metrópolis de Imbros y Ténedos: islas Imbros (en turco Gökçeada) y Ténedos (en turco Bozcaada) en el mar Egeo. Su sede está en Panagia (hoy Çınarlı) en la isla de Imbros. Su titular lleva el título de exarca del mar Egeo. Comprende 8 comunidades. Imbros fue parte de la diócesis de Lemnos e Imbros hasta que en el siglo IX fue elevada a arquidiócesis. Circa 1010 fue transformada en exarcado de Lemnos e Imbros, hasta que en 1397 fue creada la arquidiócesis de Imbros. Circa 1453 Imbros y Ténedos fueron anexadas al metropolitanato de Rodas. En el siglo IX Ténedos fue una diócesis sufragánea de Mitilene. A principios del siglo XIV Imbros fue elevada a metropolitanato y en 1368 anexó el metropolitanato de Peritheorion. En 1383 Ténedos fue vaciada por la República de Venecia, que trasladó su población a Creta. En 1456 el metropolitanato de Ténedos anexó al de Mitilene y desde el 22 de enero de 1925 al de Imbros.
- Santa metrópolis de las Islas de los Príncipes: comprende las islas de los Príncipes en el mar de Mármara. Su titular lleva el título de exarca de Propontis y su sede está en Büyükada. Comprende 14 iglesias. Fue parte del metropolitanato de Calcedonia hasta enero de 1924.

Sedes en proceso de reactivación
- Santa metrópolis de Esmirna: su titular lleva el título de exarca de toda Asia. Estuvo vacante desde 1922 hasta 2016, cuando fue designado un metropolitano residente en Fanar, Estambul. Tiene solo una iglesia en Esmirna. Fue diócesis sufragánea de Éfeso hasta circa 451 o 457, cuando pasó a ser arquidiócesis. En el siglo IX pasó a ser metropolitanato con 3 diócesis sufragáneas, pero para el siglo XIV ya no tenía ninguna. Fue vaciada de ortodoxos en 1922 y reactivada el 11 de septiembre de 2016.
- Santa metrópolis de Pisidia: su titular lleva el título de exarca de Myra y Antalya. En el período bizantino, Antioquía de Pisidia fue el centro de la metrópolis. Fue vaciada de ortodoxos en 1924. Desde el 5 de agosto de 1974 se designaron obispos titulares y el 15 de julio de 2018 se realizó una liturgia en una iglesia de Antalya y la apertura del edificio de la metrópolis. Hay 3 templos activos en el metropolitano de Pisidia: 2 en Alanya y uno en Antalya.
- Santa metrópolis de Prusa, exarca de Bitinia. Corresponde a la actual Bursa. Fue vaciada de ortodoxos en 1922 y desde el 21 de julio de 2003 tuvo obispos titulares. En 2012 el patriarcado compró dos templos en el área de Moudania y Triglia y se prevé su restauración. El 6 de enero de 2019 la Epifanía se celebró por primera vez en Bursa después de 1922.
- Santa metrópolis de Ancyra, exarca de toda Galacia. Corresponde a la actual Ankara. Fue vaciada de ortodoxos en 1922 y el 10 de julio de 2018 se le nombró un metropolitano. Hay servicios litúrgicos ortodoxos en una iglesia católica y en la embajada de Grecia.
- Santa metrópolis de Adrianópolis, exarca de todo Hemimonto. Corresponde a la actual Edirne. Estuvo vacante desde 1931 hasta que el 20 de enero de 2003 fue restablecida. Tiene dos iglesias en Edirne: Agios Megalomartyros Georgiou y Santos Theostepton Reyes y Apóstoles Constantino y Elena.[9]

Sedes vacantes en Tracia (algunas tienen obispos titulares)
- Santa metrópolis de Eno, exarca de todo Ródope. Corresponde a la actual Enez.
- Santa metrópolis de Ganos y Cora, exarca de Tracia costera. Corresponde a la actual Şarköy.
- Santa metrópolis de Heraclea, presidente y exarca de toda Tracia y Macedonia. Corresponde a la actual Marmara Ereğlisi.
- Santa metrópolis de Galípoli y Mádito, exarca de la península de Tracia. Mádito corresponde a la actual Eceabat.
- Santa metrópolis de Metres y Atira, exarca de Tracia costera. Corresponden a las actuales Çatalca y Büyükçekmece
- Santa metrópolis de Miriofito y Peristasis, exarca de Propontide. Corresponden a las actuales Mürefte y Şarköy.
- Santa metrópolis de Saranta Ekklisies, exarca de toda Tracia. Corresponde a la actual Kırklareli.
- Santa metrópolis de Selimbria, exarca de Europa. Corresponde a la actual Silivri.
- Santa metrópolis de Tyroloi y Serention, exarca de Tracia. Tyroloi corresponde a la actual Çorlu.
- Santa metrópolis de Bizia y Medea, exarca del mar Negro. Corresponden a las actuales Vize y Kıyıköy.

Sedes vacantes en Asia Menor (algunas tienen obispos titulares)
- Santa metrópolis de Mosjonisi, exarca de Ide y la Costa. Corresponde a la actual isla Cunda.
- Santa metrópolis de Proconeso, exarca de toda Propóntide. Corresponde a la actual isla de Mármara.
- Santa metrópolis de Dardanelos y Lámpsaco, exarca de todo el Helesponto. Lámpsaco corresponde a la actual Lâpseki.
- Santa metrópolis de Cidonie, exarca de Aeolis. Corresponde a la actual Ayvalık.
- Santa metrópolis de Cícico, exarca de todo el Helesponto.
- Santa metrópolis de Nicea, exarca de toda Bitinia.
- Santa metrópolis de Nicomedia, exarca de toda Bitinia.
- Santa metrópolis de Pérgamo y Adramitio, exarca del golfo Adramitio. Pérgamo corresponde a la actual Bergama.
- Santa metrópolis de Anea, exarca de Jonia. Corresponde a la actual Söke.
- Santa metrópolis de Éfeso, exarca de toda Asia.
- Santa metrópolis de Heliópolis y Tira, exarca de Lidia toda Caria. Heliópolis o Ilióupolis corresponde a la actual Aydın.
- Santa metrópolis de Krini, exarca de Jonia. Corresponde a la actual Çeşme.
- Santa metrópolis de Filadelfia, exarca de toda Lidia. Corresponde a la actual Alaşehir.
- Santa metrópolis de Sardes, exarca de toda Lidia.
- Santa metrópolis de Briula, exarca de Eritrea. Corresponde a la actual Urla.
- Santa metrópolis de Amasya, exarca de todo el Ponto Euxino.
- Santa metrópolis de Iconio, exarca de toda Licaonia. Corresponde a la actual Konya.
- Santa metrópolis de Cesarea, exarca de todo el Oriente. Corresponde a la actual Kayseri.
- Santa metrópolis de Neocesarea, exarca del Ponto Polemoniacus. Corresponde a la actual Niksar.
- Santa metrópolis de Caldia, Cheriana y Céraso, exarca de Helenoponto. Corresponde a las actuales Gümüşhane, Şiran y Giresun
- Santa metrópolis de Colonia, exarca del Alto Ponto. Corresponde a la actual Şebinkarahisar
- Santa metrópolis de Rodópolis, exarca de Lázica. Corresponde a la actual Maçka.
- Santa metrópolis de Trapezus, exarca de toda Lázica. Corresponde a la actual Trebisonda.

### En Grecia
Iglesia de Creta (semiautónoma)

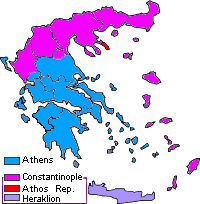
Jurisdicciones ortodoxas en Grecia.

- Santa arquidiócesis de Creta: con sede en Heraclión.
  - Santa metrópolis de Gortina y Arkadi: con sede en Moires.
  - Santa metrópolis de Rétino y Avlopotamos: con sede en Rétino.
  - Santa metrópolis de Cidonia y Apokóronas: con sede en La Canea.
  - Santa metrópolis de Lampi, Syvritos y Sfakiá: con sede en Spili.
  - Santa metrópolis de Hierapidna y Sitía: con sede en Yerápetra.
  - Santa metrópolis de Petra y Quersoneso: con sede en Neápolis.
  - Santa metrópolis de Kísamos y Selino: con sede en Kastelli Kísamos.
  - Santa metrópolis de Arkalojori, Kasteli y Viannos: con sede en Arkalojori.

En las islas del Dodecaneso
- Exarcado patriarcal de Patmos: comprende las islas de Patmos, Lipsí e islotes adyacentes, Hornos, Arkoi, Agatonisi y Levita.
- Santa metrópolis de Rodas: en el siglo VII tenía 11 diócesis sufragáneas, pero para el siglo XIV no le quedaba ninguna. El 20 de abril de 2004 perdió las islas de Symi, Tilos, Chalqui y Kastelórizo, que formaron el metropolitanato de Symi, mientras que la isla de Nísiros pasó al metropolitanato de Cos.
- Santa metrópolis de Cos y Nísiros: sede en la ciudad de Cos. Cos fue una diócesis sufragánea de Rodas hasta que circa 1300 fue elevada a metropolitanato. En 1204 fue abolida por los latinos. En 1523 Cos fue una arquidiócesis y el 11 de abril de 1838 transformada en metropolitanato. Desde 1937 a 1947 incorporó la isla de Kalimnos del metropolitanato de Leros y el 20 de abril de 2004 anexó la isla de Nísiros, separada de Rodas.
- Santa metrópolis de Leros, Kálimnos y Astipalea: su titular lleva el título de exarca de las islas Esporadas. Su sede está en Agia Marina en la isla de Leros.
- Santa metrópolis de Kárpatos y Kasos: con sede en Kárpatos.
- Santa metrópolis de Symi: con sede en Symi.

Nuevos Territorios
Los Nuevos Territorios fueron parte del Imperio otomano hasta 1913, cuando pasaron a Grecia. Todavía son nominalmente parte del patriarcado de Constantinopla, pero sus obispos, a raíz de un acuerdo entre las dos Iglesias, participan del Sínodo de la Iglesia de Grecia.
- Santa metrópolis de Alejandrópolis
- Santa metrópolis de Veria, Nausa y Campania
- Santa metrópolis de Goumenissa, Axioúpoli y Polikastro
- Santa metrópolis de Grevená
- Santa metrópolis de Didimótico, Orestiada y Souflí
- Santa metrópolis de Drama
- Santa metrópolis de Dryinopolis, Pogoniani y Konitsa
- Santa metrópolis de Édessa y Pella
- Santa metrópolis de Elassona
- Santa metrópolis de Eleftheroupoli
- Santa metrópolis de Zijni y Nevrokopi
- Santa metrópolis de Salónica
- Santa metrópolis de Ierissos, Monte Athos y Ardameri: pese a conservar el nombre, no tiene más jurisdicción sobre el Monte Athos.
- Santa metrópolis de Ioánina
- Santa metrópolis de Kassandreia
- Santa metrópolis de Kastoriá
- Santa metrópolis de Kitros
- Santa metrópolis de Langadas, Lete y Rentina
- Santa metrópolis de Lemnos y Agios Efstratios
- Santa metrópolis de Maronea y Komotiní
- Santa metrópolis de Metimna (sede en Kaloni, Lesbos)
- Santa metrópolis de Mitilene
- Santa metrópolis de Neápolis y Stavroupoli
- Santa metrópolis de Nea Krini y Kalamariá
- Santa metrópolis de Nicópolis y Préveza
- Santa metrópolis de Xánthi
- Santa metrópolis de Paramythia, Filiates y Giromerion
- Santa metrópolis de Polyani y Kilkís
- Santa metrópolis de Samos e Icaria
- Santa metrópolis de Servia y Kozani
- Santa metrópolis de Serres y Nigrita
- Santa metrópolis de Sidirókastro
- Santa metrópolis de Sisanion y Siatista
- Santa metrópolis de Filipos, Neápolis y Tasos
- Santa metrópolis de Flórina, Prespes y Eordia
- Santa metrópolis de Quíos

La Sagrada Montaña de Athos tiene 20 monasterios y depende directamente del patriarca, que designa un obispo titular con sede en el monasterio de la Gran Laura.

### En áreas de expansión del patriarcado fuera de su territorio canónico
En Europa occidental
- Santa arquidiócesis de Tiatira y Gran Bretaña: con sede en Londres, comprende el Reino Unido e Irlanda. Fue creada como metropolitanato el 6 de abril de 1922 y elevada a arquidiócesis el 24 de febrero de 1968.
- Santa metrópolis de Francia: con sede en París. Fue creada el 5 de febrero de 1963 por división del metropolitanato de Tiatira y Gran Bretaña.
- Santa metrópolis de Alemania: con sede en Bonn. Fue creada el 5 de febrero de 1963 por división del metropolitanato de Tiatira y Gran Bretaña.
- Santa metrópolis de Austria: con sede en Viena, comprende Austria y Hungría. Su titular lleva el título de exarca de Europa central. Fue creada el 17 de febrero de 1963 como Austria y Hungría.
- Santa metrópolis de Suecia y toda Escandinavia: su titular lleva el título de exarca de los países nórdicos. Tiene sede en Estocolmo y comprende Suecia, Noruega, Dinamarca e Islandia. Fue creada el 12 de agosto de 1969.
- Santa metrópolis de Bélgica: su titular lleva el título de exarca de los Países Bajos y de Luxemburgo. Tiene sede en Bruselas y comprende Bélgica, Luxemburgo y Países Bajos. Fue creada el 12 de agosto de 1969.
- Santa metrópolis de Suiza: con sede en Ginebra-Chambésy, comprende Suiza y Liechtenstein. Fue creada el 2 de octubre de 1982.
- Santa metrópolis de Italia y Malta: su titular lleva el título de exarca de Europa meridional. Tiene sede en Venecia. Fue creada el 5 de noviembre de 1991 y renombrada a Italia y Malta el 20 de abril de 2005.
- Santa metrópolis de España y Portugal: con sede en Madrid. Fue creada el 20 de enero de 2003.

En Estados Unidos
- Santa arquidiócesis de América: con sede en Nueva York, su titular lleva el título de exarca de los océanos Atlántico y Pacífico. Fue creada autónoma como arquidiócesis de Norte y Sur América el 9 de mayo de 1922 y abolida su autonomía el 10 de enero de 1931. El 30 de julio de 1996 fue dividida y renombrada. El 20 de diciembre de 2002 las diócesis estadounidenses fueron elevadas a metropolitanatos.
  - Santa metrópolis de Chicago. Con sede en Chicago, comprende las parroquias ubicadas en los estados de Illinois, Wisconsin, Minesota, Iowa, Misuri (excepto Kansas City), y algunas parroquias en Indiana.
  - Santa metrópolis de Boston. Con sede en Brookline, comprende Massachusetts, Maine, Nueva Hampshire, Rhode Island, Vermont y en Connecticut las localidades de Danielson, Enfield, New London y Norwich.
  - Santa metrópolis de Denver. Comprende parroquias en los estados de: Colorado, parte de Indiana, Kansas, parte de Luisiana, Misuri (solo Kansas City), Montana, Nebraska, Nuevo México, Oklahoma, Dakota del Sur, Texas, Utah y Wyoming.
  - Santa metrópolis de Atlanta. Comprende parroquias en los estados de: Carolina del Norte, Georgia, Alabama, Tennessee, Carolina del Sur, Florida, Misisipi y parte de Luisiana.
  - Santa metrópolis de Detroit. Comprende Míchigan, Kentucky y Arkansas, y partes de Indiana, el norte del estado de Nueva York, Ohio y parte de Tennessee.
  - Santa metrópolis de Pittsburgh. Comprende parroquias en parte de Ohio, Pensilvania y Virginia Occidental.
  - Santa metrópolis de San Francisco. Comprende parroquias en Alaska, Arizona, California, Hawái, Nevada, Oregón y Washington.
  - Santa metrópolis de Nueva Jersey. Comprende parroquias en los estados de Nueva York, Delaware, Maryland, Virginia, el Distrito de Columbia, la parte occidental de Connecticut y algunas comunidades de Pensilvania.

En el resto de América
- Santa metrópolis de Toronto (sede en Toronto, Canadá. Creada el 30 de julio de 1996 por división de la arquidiócesis de Norte y Sur América)
- Santa metrópolis de Buenos Aires: su titular lleva el título de exarca de toda Sudamérica. Sede en Buenos Aires, Argentina. (Creada el 30 de julio de 1996 por división de la arquidiócesis de Norte y Sur América). Incluye Argentina, Brasil, Uruguay, Chile, Paraguay, Perú, Bolivia, Ecuador, Surinam, Guyana y Guayana Francesa.
- Santa metrópolis de México: su titular lleva el título de exarca de América Central y del Caribe. Tiene sede en México y comprende parroquias en: México, Panamá, Venezuela, Colombia, Belice, Cuba, Haití, Puerto Rico, Martinica y Costa Rica. Fue creada como metropolitanato de Panamá el 30 de julio de 1996 por división de la arquidiócesis de Norte y Sur América. Renombrada a México el 13 de octubre de 2005.

En Asia
- Santa metrópolis de Corea: su titular lleva el título de exarca de todo el Noreste de Asia. Con sede en Seúl, fue creada el 20 de abril de 2004 y comprende parroquias en Corea del Sur y Japón.
- Santa metrópolis de Hong Kong: su titular lleva el título de exarca de Filipinas. Fue creada el 13 de octubre de 2005 y comprende parroquias en Hong Kong, Taiwán y Filipinas.
- Santa metrópolis de Singapur: fue creada el 9 de enero de 2008 y comprende parroquias en Singapur, India, Indonesia, Malasia y Pakistán. Reclama jurisdicción sobre los siguientes países: Afganistán, Maldivas, Bangladés, Nepal, Bután y Sri Lanka.

En Oceanía
- Santa arquidiócesis de Australia (sede en Sídney. Creada el 7 de marzo de 1924 como metropolitanato y elevada a arquidiócesis el 25 de agosto de 1959)
- Santa metrópolis de Nueva Zelanda: su titular lleva el título de exarca de toda Oceanía. Sede en Wellington. Fue creada el 1 de enero de 1970 y comprende parroquias en Nueva Zelanda y Fiyi.

### Iglesias autónomas
Iglesia ortodoxa finesa
- Santa arquidiócesis de Carelia y toda Finlandia: tuvo sede en Kuopio desde 1955 hasta el 1 de enero de 2018 cuando se aprobó la transferencia del primado a la sede de Helsinki. Fue creada en 1923.
  - Santa metrópolis de Carelia. Tiene sede en Kuopio. La diócesis se estableció en 1923 al dividir las diócesis de Vyborg y de Finlandia de la Iglesia ortodoxa rusa.
  - Santa metrópolis de Oulu. Fue creada el 1 de enero de 1980 y tiene sede en Oulu.

Iglesia ortodoxa apostólica de Estonia
- Santa arquidiócesis de Tallin y toda Estonia. Con sede en Tallin. Fue restaurado el 22 de febrero de 1994.
  - Diócesis de Pärnu y Saaremaa. Con sede en Pärnu, fue creada el 21 de octubre de 2008.
  - Diócesis de Tartu. Con sede en Tartu, fue creada el 21 de octubre de 2008.

### Entidades bajo el omoforio del patriarca
- Diócesis ortodoxa albanesa de América: con sede en Las Vegas. Aceptada en el patriarcado ecuménico el 31 de agosto de 1950. Tiene 3 parroquias en Estados Unidos y una misión en Canadá.
- Diócesis ortodoxa cárpato-rusa americana: con sede en Johnstown, Pensilvania. Aceptada en el patriarcado ecuménico el 14 de septiembre de 1938, tras separarse de la Iglesia católica. Tiene 13 deanatos en Estados Unidos y uno en Canadá.[10]

Iglesia ortodoxa ucraniana en Canadá
- Eparquía ortodoxa ucraniana de Canadá Central: su titular lleva el título de arzobispo metropolitano de de Winnipeg y Canadá. Su vicario lleva el título de obispo de Saskatoon. Aceptó la jurisdicción del patriarcado ecuménico el 1 de abril de 1990. Comprende las provincias de Manitoba y Saskatchewan. 
  - Eparquía ortodoxa ucraniana de Canadá Occidental: su titular lleva el título de arzobispo (u obispo) de Edmonton y Oeste de Canadá. Cuando tiene un vicario, este lleva el título de obispo de Vancouver. Comprende las provincias de Alberta y Columbia Británica.
  - Eparquía ortodoxa ucraniana de Canadá Oriental: su titular lleva el título de arzobispo (u obispo) de Toronto y Este de Canadá. Cuando tiene un vicario, este lleva el título de obispo de Montreal. Comprende las provincias de Ontario y Quebec.

Iglesia ortodoxa ucraniana de los Estados Unidos.
Sus diócesis tienen obispos titulares al frente. Aceptó la jurisdicción del patriarcado ecuménico el 28 de enero de 1937.
- Eparquía Oriental: su titular es el arzobispo metropolitano de los Estados Unidos de América, con sede en Nueva York.
- Eparquía Occidental: con sede en Chicago. Anexó la eparquía Central en 2012.

Iglesia ortodoxa ucraniana en la Diáspora.
Tiene el mismo primado que la Iglesia ortodoxa ucraniana de los Estados Unidos. Sus diócesis tienen obispos titulares al frente.
- Diócesis de Australia y Nueva Zelanda
- Diócesis de Londres y Europa Occidental, Con sede en Gent.
- Diócesis de Brasil y Sudamérica. Con sede en Curitiba.

## Relaciones con otras Iglesias ortodoxas

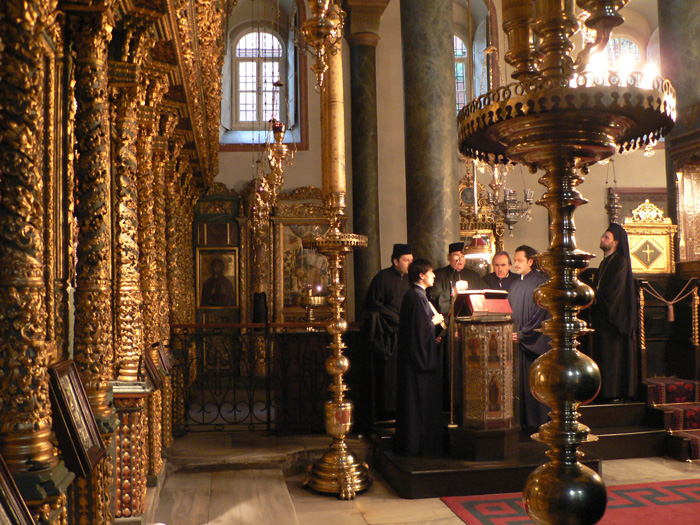
Ceremonia en la basílica patriarcal de San Jorge, sede del patriarca de Constantinopla.

Respecto de las demás Iglesias ortodoxas, el patriarca ecuménico tiene las siguientes prerrogativas:
- Iguales prerrogativas que la vieja Roma (Canon 28 del Cuarto Concilio Ecuménico, canon 36 del quinto/sexto concilio);
- Derecho de apelación en disputas entre clérigos que lo soliciten (Cánones 9 y 17 del Cuarto Concilio Ecuménico);
- Derecho a ordenar obispos en áreas fuera de los límites canónicos de las demás Iglesias (canon 28 del Cuarto Concilio Ecuménico);
- Derecho a establecer monasterios estauropégicos, aún en territorios de otros patriarcados.

## Relaciones con la Iglesia católica
- Reunión de la comisión del patriarca ecuménico Atenágoras I y el papa Pablo VI, en 1964.
- El patriarca ecuménico y el papa eliminan las mutuas excomuniones de 1054.
- En marzo de 2013 el patriarca Bartolomé, asistió a la misa de inicio del pontificado del papa Francisco, lo que terminó con un alejamiento que ya llevaba más de mil años, al recibirlo, el papa Francisco dijo: Ante todo, agradezco de corazón lo que me ha dicho mi Hermano Andrés (refiriéndose al patriarca Bartolomé). Gracias. Muchas gracias.[12]
- Declaración conjunta por unidad de las Iglesias del patriarca ecuménico Bartolomé I y el papa Francisco, en mayo de 2014 en Tierra Santa quienes se arrodillaron largamente ante la tumba de Jesús y el lugar donde resucitó según la tradición.